# Copa Federació 2018 (tennis)
La Copa Federació 2018 de tennis, coneguda oficialment com a Fed Cup by BNP Paribas 2018, correspon a la 56a edició de la Copa Federació de tennis, la competició nacional de tennis més important en categoria femenina.

## Grup Mundial
| Equips participants | Equips participants | Equips participants | Equips participants |
| ------------------- | ------------------- | ------------------- | ------------------- |
| Alemanya            | Bèlgica             | Belarús (1)         | Estats Units (2)    |
| França (4)          | Països Baixos       | Suïssa              | Txèquia (3)         |

### Quadre
|  | Primera ronda 10 - 11 de febrer          | Primera ronda 10 - 11 de febrer                 | Primera ronda 10 - 11 de febrer |                                             |               | Semifinals 21 - 22 d'abril | Semifinals 21 - 22 d'abril             | Semifinals 21 - 22 d'abril |   |  | Final 10 - 11 de novembre | Final 10 - 11 de novembre | Final 10 - 11 de novembre |
|  |                                          |                                                 |                                 |                                             |               |                            |                                        |                            |   |  |                           |                           |                           |
|  | Minsk, Belarús (dura interior)           |                                                 |                                 |                                             |               |                            |                                        |                            |   |  |                           |                           |                           |
|  | 1                                        | Belarús                                         | 2                               |                                             |               |                            |                                        |                            |   |  |                           |                           |                           |
|  | 1                                        | Belarús                                         | 2                               | Stuttgart, Alemanya (terra batuda interior) |               |                            |                                        |                            |   |  |                           |                           |                           |
|  |                                          | Alemanya                                        | 3                               |                                             |               |                            |                                        |                            |   |  |                           |                           |                           |
|  |                                          | Alemanya                                        | 3                               |                                             | Alemanya      | 1                          |                                        |                            |   |  |                           |                           |                           |
|  | Praga, República Txeca (dura interior)   |                                                 |                                 |                                             | Alemanya      | 1                          |                                        |                            |   |  |                           |                           |                           |
|  |                                          | 3                                               | Txèquia                         | 4                                           |               |                            |                                        |                            |   |  |                           |                           |                           |
|  | 3                                        | 3                                               | Txèquia                         | 4                                           | Txèquia       | 3                          |                                        |                            |   |  |                           |                           |                           |
|  | 3                                        |                                                 |                                 |                                             | Txèquia       | 3                          | Praga, República Txeca (dura interior) |                            |   |  |                           |                           |                           |
|  |                                          | Suïssa                                          | 1                               |                                             |               |                            |                                        |                            |   |  |                           |                           |                           |
|  |                                          |                                                 |                                 |                                             |               |                            | 3                                      | Txèquia                    | 3 |  |                           |                           |                           |
|  | La Roche-sur-Yon, França (dura interior) |                                                 |                                 |                                             |               |                            | 3                                      | Txèquia                    | 3 |  |                           |                           |                           |
|  |                                          | 2                                               | Estats Units                    | 0                                           |               |                            |                                        |                            |   |  |                           |                           |                           |
|  |                                          | 2                                               | Estats Units                    | 0                                           | Bèlgica       | 2                          |                                        |                            |   |  |                           |                           |                           |
|  |                                          | Ais de Provença, França (terra batuda interior) |                                 |                                             | Bèlgica       | 2                          |                                        |                            |   |  |                           |                           |                           |
|  | 4                                        | França                                          | 3                               |                                             |               |                            |                                        |                            |   |  |                           |                           |                           |
|  | 4                                        | França                                          | 3                               |                                             | 4             | França                     | 2                                      |                            |   |  |                           |                           |                           |
|  | Asheville, Estats Units (dura interior)  |                                                 |                                 |                                             | 4             | França                     | 2                                      |                            |   |  |                           |                           |                           |
|  |                                          | 2                                               | Estats Units                    | 3                                           |               |                            |                                        |                            |   |  |                           |                           |                           |
|  |                                          | 2                                               | Estats Units                    | 3                                           | Països Baixos | 1                          |                                        |                            |   |  |                           |                           |                           |
|  |                                          |                                                 |                                 |                                             | Països Baixos | 1                          |                                        |                            |   |  |                           |                           |                           |
|  | 2                                        | Estats Units                                    | 3                               |                                             |               |                            |                                        |                            |   |  |                           |                           |                           |

## Play-off del Grup Mundial
Els partits del Play-off del Grup Mundial es van disputar el 21 i 22 d'abril de 2018 i hi van participar els quatre equips perdedors de la primera ronda del Grup Mundial contra els quatre equips guanyadors del Grup Mundial II. L'elecció dels caps de sèrie es va basar en el rànquing de la Copa Federació.
| Seu (superfície)                                                       | Equip local | Resultat | Equip visitant    |
| ---------------------------------------------------------------------- | ----------- | -------- | ----------------- |
| Chizhovka Arena, Minsk, Belarús (dura interior)                        | Belarús (1) | 3 − 2    | Eslovàquia        |
| Sala Polivalenta, Cluj-Napoca, Romania (terra batuda interior)         | Romania     | 3 − 1    | Suïssa (2)        |
| Wollongong Entertainment Centre, Wollongong, Austràlia (dura interior) | Austràlia   | 4 − 1    | Països Baixos (3) |
| Valletta Cambiaso ASD, Gènova, Itàlia (terra batuda)                   | Itàlia      | 0 − 4    | Bèlgica (4)       |

## Grup Mundial II
Els partits del Grup Mundial II es van disputar el 10 i 11 de febrer de 2018. Els vencedors van accedir al Play-off del Grup Mundial, mentre que els derrotats van accedir al Play-off del Grup Mundial II.
| Seu (superfície)                                                         | Equip local | Resultat | Equip visitant |
| ------------------------------------------------------------------------ | ----------- | -------- | -------------- |
| AEGON Arena, Bratislava, Eslovàquia (dura interior)                      | Eslovàquia  | 4 − 1    | Rússia (1)     |
| Pala Tricalle "Sandro Leombroni", Chieti, Itàlia (terra batuda interior) | Itàlia (2)  | 3 − 2    | Espanya        |
| Canberra Tennis Centre, Canberra, Austràlia (gespa)                      | Austràlia   | 3 − 2    | Ucraïna (3)    |
| Sala Polivalenta, Cluj-Napoca, Romania (dura interior)                   | Romania (4) | 3 − 1    | Canadà         |

## Play-off del Grup Mundial II
Els partits del Play-off del Grup Mundial II es van disputar el 21 i 22 d'abril de 2018 i hi van participar els quatre equips perdedors del Grup Mundial II i els quatre equips classificats del Grup I del sectors. L'elecció dels caps de sèrie es va basar en el rànquing de la Copa Federació.
| Seu (superfície)                                                          | Equip local | Resultat | Equip visitant |
| ------------------------------------------------------------------------- | ----------- | -------- | -------------- |
| Tennis Development Center, Khanti-Mansisk, Rússia (terra batuda interior) | Rússia (1)  | 2 − 3    | Letònia        |
| Centro de Tenis La Manga Club, Cartagena, Espanya (terra batuda)          | Espanya (2) | 3 − 1    | Paraguai       |
| Uniprix Stadium, Ciutat de Quebec, Canadà (dura interior)                 | Canadà      | 3 − 2    | Ucraïna (3)    |
| Bourbon Beans Dome, Miki, Japó (dura interior)                            | Japó        | 3 − 2    | Regne Unit (4) |

## Sector Àfrica/Europa

### Grup I
Els partits del Grup I del sector africano-europeu es van disputar entre el 7 i el 10 de febrer de 2018 sobre pista dura interior en el Tallink Tennis Centre de Tallin, Estònia. Dividits en dos grups de quatre països i dos de tres, els vencedors dels grups es van enfrontar en una eliminatòria, i els dos vencedors van accedir al Play-off del Grup Mundial II. El mateix cas pels perdedors dels quatre grups, on els perdedors van descendir al Grup II del sector Àfrica/Europa.
Grup A
|            | Sèrbia | Geòrgia | Bulgària | V − D | Partits | Pos. |
| Sèrbia (1) |        | 2−1     | 2−1      | 2−0   | 4−2     | 1    |
| Geòrgia    | 1−2    |         | 1−2      | 0−2   | 2−4     | 3    |
| Bulgària   | 1−2    | 2−1     |          | 1−1   | 3−3     | 2    |

Grup B
|                | Regne Unit | Estònia | Portugal | V − D | Partits | Pos. |
| Regne Unit (2) |            | 3−0     | 3−0      | 2−0   | 6−0     | 1    |
| Estònia        | 0−3        |         | 2−1      | 1−1   | 2−4     | 2    |
| Portugal       | 0−3        | 1−2     |          | 0−2   | 1−5     | 3    |

Grup C
|             | Croàcia | Hongria | Eslovènia | Suècia | V − D | Partits | Pos. |
| Croàcia (3) |         | 0−3     | 2−1       | 2−1    | 2−1   | 4−5     | 2    |
| Hongria     | 3−0     |         | 2−1       | 1−2    | 2−1   | 6−3     | 1    |
| Eslovènia   | 1−2     | 1−2     |           | 3−0    | 1−2   | 5−4     | 3    |
| Suècia      | 1−2     | 2−1     | 0−3       |        | 1−2   | 3−6     | 4    |

Grup D
|             | Polònia | Turquia | Àustria | Letònia | V − D | Partits | Pos. |
| Polònia (4) |         | 2−1     | 2−1     | 1−2     | 2−1   | 5−4     | 2    |
| Turquia     | 1−2     |         | 2−1     | 1−2     | 1−2   | 4−5     | 3    |
| Àustria     | 1−2     | 1−2     |         | 0−3     | 0−3   | 2−7     | 4    |
| Letònia     | 2−1     | 2−1     | 3−0     |         | 3−0   | 7−2     | 1    |

Play-offs
| Ronda        | Equip A        | Resultat | Equip B     |
| ------------ | -------------- | -------- | ----------- |
| Ascens       | Sèrbia (1)     | 1 − 2    | Letònia     |
| Ascens       | Regne Unit (2) | 2 − 0    | Hongria     |
| Cinquè/Vuitè | Bulgària       | 0 − 2    | Polònia (4) |
| Cinquè/Vuitè | Estònia        | 2 − 1    | Croàcia (3) |
| Descens      | Geòrgia        | 2 − 1    | Àustria     |
| Descens      | Portugal       | 0 − 2    | Suècia      |

### Grup II
Els partits del Grup II del sector africano-europeu es van disputar entre el 18 i el 21 d'abril de 2018 sobre terra batuda exterior en el Tatoi Club d'Atenes, Grècia. Dividits en dos grups de quatre països, els dos primers classificats de cada grup es van enfrontar entre si en una eliminatòria, i els dos vencedors van accedir al Grup I del sector. El mateix cas pels perdedors d'ambdós grups, on els perdedors van descendir al Grup III del sector Àfrica/Europa.
Grup A
|               | Dinamarca | Egipte | Grècia | V − D | Partits | Pos. |
| Dinamarca (1) |           | 3−0    | 1−2    | 1−1   | 4−2     | 2    |
| Egipte        | 0−3       |        | 1−2    | 0−2   | 1−5     | 3    |
| Grècia        | 2−1       | 2−1    |        | 2−0   | 4−2     | 1    |

Grup B
|                      | Noruega | Bòsnia i Hercegovina | Luxemburg | Israel | V − D | Partits | Pos. |
| Noruega (2)          |         | 0−3                  | 0−3       | 2−1    | 1−2   | 2−7     | 4    |
| Bòsnia i Hercegovina | 3−0     |                      | 1−2       | 1−2    | 1−2   | 5−4     | 3    |
| Luxemburg            | 3−0     | 2−1                  |           | 1−2    | 2−1   | 6−3     | 2    |
| Israel               | 1−2     | 2−1                  | 2−1       |        | 2−1   | 5−4     | 1    |

Play-offs
| Ronda   | Equip A       | Resultat | Equip B              |
| ------- | ------------- | -------- | -------------------- |
| Ascens  | Grècia        | 2 − 1    | Luxemburg            |
| Ascens  | Dinamarca (1) | 2 − 1    | Israel               |
| Descens | Egipte        | 1 − 2    | Bòsnia i Hercegovina |
| Descens | Noruega (2)   |          |                      |

### Grup III
Els partits del Grup III del sector africano-europeu es van disputar entre el 16 i el 21 d'abril de 2018 en dues seus. Una fou el Cite Nationale Sportive d'El Menzah, Tunis (Tunísia) en pista dura exterior, i l'altra el Ulcinj Bellevue de Ulcinj (Montenegro) sobre terra batuda exterior. Dividits en tres grups de cinc països i un de sis, els primers classificats de cada grup es van enfrontar entre si en una eliminatòria, i els dos vencedors van accedir al Grup II del sector Àfrica/Europa.
Grup A (Tunis)
|                    | Lituània | Macedònia del Nord | Armènia | Islàndia | V − D | Partits | Pos. |
| Lituània (1)       |          | 3−0                | 3−0     | 3−0      | 3−0   | 9−0     | 1    |
| Macedònia del Nord | 0−3      |                    | 0−3     | 2−1      | 1−2   | 2−7     | 3    |
| Armènia            | 0−3      | 3−0                |         | 3−0      | 2−1   | 6−3     | 2    |
| Islàndia           | 0−3      | 0−3                | 1−2     |          | 0−3   | 1−8     | 4    |

Grup B (Tunis)
|            | Xipre | Tunísia | Algèria | Madagascar | Kosovo | V − D | Partits | Pos. |
| Xipre (2)  |       | 0−3     | 2−1     | 2−1        | 2−1    | 3−1   | 6−6     | 2    |
| Tunísia    | 3−0   |         | 3−0     | 3−0        | 3−0    | 4−0   | 12−0    | 1    |
| Algèria    | 1−2   | 0−3     |         | 2−1        | 2−1    | 2−2   | 5−7     | 3    |
| Madagascar | 1−2   | 0−3     | 1−2     |            | 1−2    | 0−4   | 3−9     | 5    |
| Kosovo     | 1−2   | 0−3     | 1−2     | 2−1        |        | 1−3   | 4−8     | 4    |

Play-offs (Tunis)
| Ronda        | Equip A            | Resultat | Equip B   |
| ------------ | ------------------ | -------- | --------- |
| Ascens       | Lituània (1)       | 1 − 2    | Tunísia   |
| Tercer/Quart | Armènia            | 2 − 1    | Xipre (2) |
| Cinquè/Sisè  | Macedònia del Nord | 2 − 1    | Algèria   |
| Setè/Vuitè   | Islàndia           | 2 − 1    | Kosovo    |
| Novè         | Madagascar         |          |           |

Grup A (Ulcinj)
|               | Finlàndia | Sud-àfrica | Montenegro | Kenya | V − D | Partits | Pos. |
| Finlàndia (3) |           | 1−2        | 2−1        | 3−0   | 2−1   | 6−3     | 2    |
| Sud-àfrica    | 2−1       |            | 2−1        | 3−0   | 3−0   | 7−2     | 1    |
| Montenegro    | 1−2       | 1−2        |            | 2−1   | 1−2   | 4−5     | 3    |
| Kenya         | 0−3       | 0−3        | 1−2        |       | 0−3   | 1−8     | 4    |

Grup B (Ulcinj)
|            | Marroc | Irlanda | Malta | Uganda | V − D | Partits | Pos. |
| Marroc (4) |        | 2−1     | 0−3   | 3−0    | 2−1   | 5−4     | 2    |
| Irlanda    | 1−2    |         | 0−3   | 3−0    | 1−2   | 4−5     | 3    |
| Malta      | 3−0    | 3−0     |       | 3−0    | 3−0   | 9−0     | 1    |
| Uganda     | 0−3    | 0−3     | 0−3   |        | 0−3   | 0−9     | 4    |

Play-offs (Ulcinj)
| Ronda        | Equip A       | Resultat | Equip B    |
| ------------ | ------------- | -------- | ---------- |
| Ascens       | Sud-àfrica    | 2 − 1    | Malta      |
| Tercer/Quart | Finlàndia (3) | 2 − 1    | Marroc (4) |
| Cinquè/Sisè  | Montenegro    | 0 − 3    | Irlanda    |
| Setè/Vuitè   | Kenya         | 3 − 0    | Uganda     |

## Sector Amèrica

### Grup I
Els partits del Grup I del sector americà es van disputar entre el 7 i el 10 de febrer de 2018 sobre pista dura exterior en el Yacht & Golf Club Paraguayo de Lambaré (Paraguai). Dividits en dos grups de quatre i cinc països, els vencedors dels grups es van enfrontar en una eliminatòria, i el vencedor va accedir al Play-off del Grup Mundial II. Els dos darrers classificats de cada grup es van enfrontar en una eliminatòria, on els perdedors van descendir al Grup II del sector americà.
Grup A
|              | Paraguai | Xile | Colòmbia | V − D | Partits | Pos. |
| Paraguai (1) |          | 2−1  | 3−0      | 2−0   | 5−1     | 1    |
| Xile         | 1−2      |      | 1−2      | 0−2   | 2−4     | 3    |
| Colòmbia     | 0−3      | 2−1  |          | 1−1   | 2−4     | 2    |

Grup B
|               | Argentina | Brasil | Veneçuela | Guatemala | V − D | Partits | Pos. |
| Argentina (2) |           | 1−2    | 3−0       | 3−0       | 2−0   | 7−2     | 2    |
| Brasil        | 2−1       |        | 2−1       | 3−0       | 2−0   | 7−2     | 1    |
| Veneçuela     | 0−3       | 1−2    |           | 3−0       | 1−2   | 4−5     | 3    |
| Guatemala     | 0−3       | 0−3    | 0−3       |           | 0−3   | 0−9     | 4    |

Play-offs
| Ronda        | Equip A      | Resultat | Equip B       |
| ------------ | ------------ | -------- | ------------- |
| Ascens       | Paraguai (1) | 2 − 0    | Brasil        |
| Tercer/Quart | Colòmbia     | 0 − 2    | Argentina (2) |
| Descens      | Xile         | 2 − 0    | Veneçuela     |
| Descens      | Guatemala    |          |               |

### Grup II
Els partits del Grup II del sector americà es van disputar en dues seus i dates diferents. Sis equips van competir sobre pista dura exterior en el Club Deportivo la Asunción de Metepec (Mèxic) entre el 18 i el 23 de juny de 2018, mentre que els set restants ho van fer sobre terra batuda exterior en el Centro Nacional de Tenis de la FET de Guayaquil (Equador). Dividits en tres grups de tres països i un de quatre, els dos primers classificats de cada grup es van enfrontar en una eliminatòria per determinar els dos països que van accedir al Grup I del sector americà.
Grup A (Metepec)
|                      | Mèxic | República Dominicana | Barbados | V − D | Partits | Pos. |
| Mèxic (1)            |       | 3−0                  | 3−0      | 2−0   | 6−0     | 1    |
| República Dominicana | 0−3   |                      | 2−1      | 1−1   | 2−4     | 2    |
| Barbados             | 0−3   | 1−2                  |          | 0−2   | 1−5     | 3    |

Grup B (Metepec)
|          | Perú | Cuba | Uruguai | V − D | Partits | Pos. |
| Perú (2) |      | 2−1  | 3−0     | 2−0   | 5−1     | 1    |
| Cuba     | 1−2  |      | 2−1     | 1−1   | 3−3     | 2    |
| Uruguai  | 0−3  | 1−2  |         | 0−2   | 1−5     | 3    |

Play-offs (Metepec)
| Ronda        | Equip A              | Resultat | Equip B  |
| ------------ | -------------------- | -------- | -------- |
| Ascens       | Mèxic (1)            | 2 − 0    | Perú (2) |
| Tercer/Quart | República Dominicana | 0 − 2    | Cuba     |
| Cinquè/Sisè  | Barbados             | 0 − 3    | Uruguai  |

Grup A (Guayaquil)
|             | Equador | Costa Rica | Hondures | V − D | Partits | Pos. |
| Equador (1) |         | 3−0        | 3−0      | 2−0   | 6−0     | 1    |
| Costa Rica  | 0−3     |            | 2−1      | 1−1   | 2−4     | 2    |
| Hondures    | 0−3     | 1−2        |          | 0−2   | 1−5     | 3    |

Grup B (Guayaquil)
|                   | Bolívia | Bahames | Trinitat i Tobago | Bermudes | V − D | Partits | Pos. |
| Bolívia (2)       |         | 1−2     | 2−1               | 3−0      | 2−1   | 6−3     | 2    |
| Bahames           | 2−1     |         | 2−1               | 3−0      | 3−0   | 7−2     | 1    |
| Trinitat i Tobago | 1−2     | 1−2     |                   | 3−0      | 1−2   | 5−4     | 3    |
| Bermudes          | 0−3     | 0−3     | 0−3               |          | 0−3   | 0−9     | 4    |

Play-offs (Guayaquil)
| Ronda        | Equip A     | Resultat | Equip B           |
| ------------ | ----------- | -------- | ----------------- |
| Ascens       | Equador (1) | 2 − 0    | Bahames           |
| Tercer/Quart | Costa Rica  | 2 − 1    | Bolívia (2)       |
| Cinquè/Sisè  | Hondures    | 2 − 1    | Trinitat i Tobago |
| Setè         | Bermudes    |          |                   |

## Sector Àsia/Oceania

### Grup I
Els partits del Grup I del sector asiàtico-oceànic es van disputar entre el 7 i el 10 de febrer de 2018 sobre pista dura interior de RK Khanna Tennis Stadium de Nova Delhi (Índia). Dividits en dos grups de tres i quatre països, els vencedors dels grups es van enfrontar en una eliminatòria per determinar el país que va accedir al Play-off del Grup Mundial II. Els dos equips pitjor classificats dels grups es van enfrontar en una eliminatòria, on els perdedor va descendir al Grup II del sector Àsia/Oceania.
Grup A
|                 | Kazakhstan | R.P. de la Xina | Índia | Hong Kong | V − D | Partits | Pos. |
| Kazakhstan (1)  |            | 3−0             | 2−1   | 3−0       | 3−0   | 8−1     | 1    |
| R.P. de la Xina | 0−3        |                 | 2−1   | 2−1       | 2−1   | 4−5     | 2    |
| Índia           | 1−2        | 1−2             |       | 3−0       | 1−2   | 5−4     | 3    |
| Hong Kong       | 0−3        | 1−2             | 0−3   |           | 0−3   | 1−8     | 4    |

Grup B
|                          | República de la Xina | Japó | Tailàndia | Corea del Sud | V − D | Partits | Pos. |
| República de la Xina (2) |                      | 0−3  | 1−2       | 0−3           | 0−3   | 1−8     | 4    |
| Japó                     | 3−0                  |      | 3−0       | 3−0           | 3−0   | 9−0     | 1    |
| Tailàndia                | 2−1                  | 0−3  |           | 1−2           | 1−2   | 3−6     | 3    |
| Corea del Sud            | 3−0                  | 0−3  | 2−1       |               | 2−1   | 5−4     | 2    |

Play-offs
| Ronda        | Equip A         | Resultat | Equip B                  |
| ------------ | --------------- | -------- | ------------------------ |
| Ascens       | Kazakhstan (1)  | 1 − 2    | Japó                     |
| Tercer/Quart | R.P. de la Xina | 2 − 0    | Corea del Sud            |
| Descens      | Índia           | 2 − 0    | República de la Xina (2) |
| Descens      | Hong Kong       | 1 − 2    | Tailàndia                |

### Grup II
Els partits del Grup II del sector asiàtico-oceànic es van disputar entre el 6 i el 10 de febrer de 2018 sobre pista dura exterior de Bahrain Polytechnic de Isa Town (Bahrain). Dividits en tres grups de tres països i un de quatre, els vencedors dels grups es van enfrontar en una eliminatòria per determinar el país que va accedir al Grup I del sector Àsia/Oceania.
Grup A
|                | Uzbekistan | Nova Zelanda | Líban | V − D | Partits | Pos. |
| Uzbekistan (1) |            | 3−0          | 3−0   | 2−0   | 6−0     | 1    |
| Nova Zelanda   | 0−3        |              | 3−0   | 1−1   | 3−3     | 2    |
| Líban          | 0−3        | 0−3          |       | 0−2   | 0−6     | 3    |

Grup B
|               | Filipines | Singapur | Kirguizstan | V − D | Partits | Pos. |
| Filipines (2) |           | 1−2      | 2−1         | 1−1   | 3−3     | 2    |
| Singapur      | 2−1       |          | 2−1         | 2−0   | 4−2     | 1    |
| Kirguizstan   | 1−2       | 1−2      |             | 0−2   | 2−4     | 3    |

Grup C
|                 | Malàisia | Pacific Oceania | Iran | Oman | V − D | Partits | Pos. |
| Malàisia (3)    |          | 0−3             | 3−0  | 1−2  | 1−2   | 4−5     | 3    |
| Pacific Oceania | 3−0      |                 | 3−0  | 3−0  | 3−0   | 9−0     | 1    |
| Iran            | 0−3      | 0−3             |      | 0−3  | 0−3   | 0−9     | 4    |
| Oman            | 2−1      | 0−3             | 2−1  |      | 2−1   | 4−5     | 2    |

Grup D
|               | Indonèsia | Pakistan | Sri Lanka | Bahrain | V − D | Partits | Pos. |
| Indonèsia (4) |           | 3−0      | 3−0       | 3−0     | 3−0   | 9−0     | 1    |
| Pakistan      | 0−3       |          | 2−1       | 3−0     | 2−1   | 5−4     | 2    |
| Sri Lanka     | 0−3       | 1−2      |           | 3−0     | 1−2   | 4−5     | 3    |
| Bahrain       | 0−3       | 0−3      | 0−3       |         | 0−3   | 0−9     | 4    |

Play-offs
| Ronda        | Equip A        | Resultat | Equip B         |
| ------------ | -------------- | -------- | --------------- |
| Ascens       | Uzbekistan (1) | 0 − 3    | Indonèsia (4)   |
| Ascens       | Singapur       | 1 − 2    | Pacific Oceania |
| Cinquè/Vuitè | Nova Zelanda   | 3 − 0    | Pakistan        |
| Cinquè/Vuitè | Filipines (2)  | 3 − 0    | Oman            |
| Novè/Dotzè   | Líban          | 0 − 3    | Sri Lanka       |
| Novè/Dotzè   | Kirguizstan    | 2 − 1    | Malàisia (3)    |

## Resum
| Grup            | Grup      | Països                                                                   |
| --------------- | --------- | ------------------------------------------------------------------------ |
| Grup Mundial    | Campió    | Txèquia                                                                  |
| Grup Mundial    | Finalista | Estats Units                                                             |
| Grup Mundial    | Descens   | Països Baixos, Suïssa                                                    |
| Grup Mundial II | Ascens    | Austràlia, Romania                                                       |
| Grup Mundial II | Descens   | Rússia, Ucraïna                                                          |
| Grup I          | Ascens    | Japó, Letònia                                                            |
| Grup I          | Descens   | Àustria, Guatemala, Hong Kong, Portugal, Veneçuela, República de la Xina |
| Grup II         | Ascens    | Dinamarca, Equador, Grècia, Indonèsia, Mèxic, Pacific Oceania            |
| Grup II         | Descens   | Egipte, Noruega                                                          |
| Grup III        | Ascens    | Sud-àfrica, Tunísia                                                      |

## Rànquing
| Rànquing de la Copa Federació ITF 2018 | Rànquing de la Copa Federació ITF 2018 | Rànquing de la Copa Federació ITF 2018 | Rànquing de la Copa Federació ITF 2018 | Rànquing de la Copa Federació ITF 2018 | Rànquing de la Copa Federació ITF 2018 |
| Pos.                                   | País                                   | Punts                                  | Eliminatòries                          | Ant.                                   | Mov.                                   |
| -------------------------------------- | -------------------------------------- | -------------------------------------- | -------------------------------------- | -------------------------------------- | -------------------------------------- |
| 1                                      | Txèquia                                | 35.520,0                               | 11                                     | 1                                      | =                                      |
| 2                                      | Estats Units                           | 26.525,0                               | 10                                     | 2                                      | =                                      |
| 3                                      | Belarús                                | 12.347,5                               | 12                                     | 3                                      | =                                      |
| 4                                      | França                                 | 11.972,5                               | 9                                      | 4                                      | =                                      |
| 5                                      | Alemanya                               | 7.875,0                                | 8                                      | 6                                      | 1                                      |
| 6                                      | Bèlgica                                | 6.240,0                                | 13                                     | 9                                      | 3                                      |
| 7                                      | Suïssa                                 | 6.162,5                                | 8                                      | 5                                      | 2                                      |
| 8                                      | Romania                                | 5.512,5                                | 8                                      |                                        | Augment                                |
| 9                                      | Austràlia                              | 5.425,0                                | 8                                      |                                        | Augment                                |
| 10                                     | Països Baixos                          | 4.615,0                                | 8                                      | 7                                      | 3                                      |